# Kunsthalle de Hamburgo
A Kunsthalle é um museu de arte na cidade de Hamburgo, Alemanha. É um dos maiores museus alemães. São três prédios conectados, datando de 1869 (prédio principal), 1921 (Kuppelsaal) e 1997 (Galerie der Gegenwart), localizado no distrito de Altstadt, perto da Estação Central e do lago Binnenalster.
A Kunsthalle foi fundada em 1817 pela Hamburg Kunstverein, uma sociedade de arte local, mas só foi construída em 1869. É um dos poucos museus cuja coleção permanente leva os visitantes por sete séculos de história da arte, desde os altares medievais até as estrelas da cena artística contemporânea.

Os destaques da coleção são os altares medievais do Mestre Bertram e do Mestre Francke, pinturas de artistas holandeses do século XVII (incluindo Rembrandt), obras-primas do Romantismo alemão (incluindo P.O Runge, C.D. Friedrich), Impressionismo e Modernismo clássico, bem como arte contemporânea internacional (incluindo Pop Art, Concept Art, Minimal, videoarte e fotografia). Além disso, o Kunsthalle apresenta 20 exposições temáticas todos os anos.

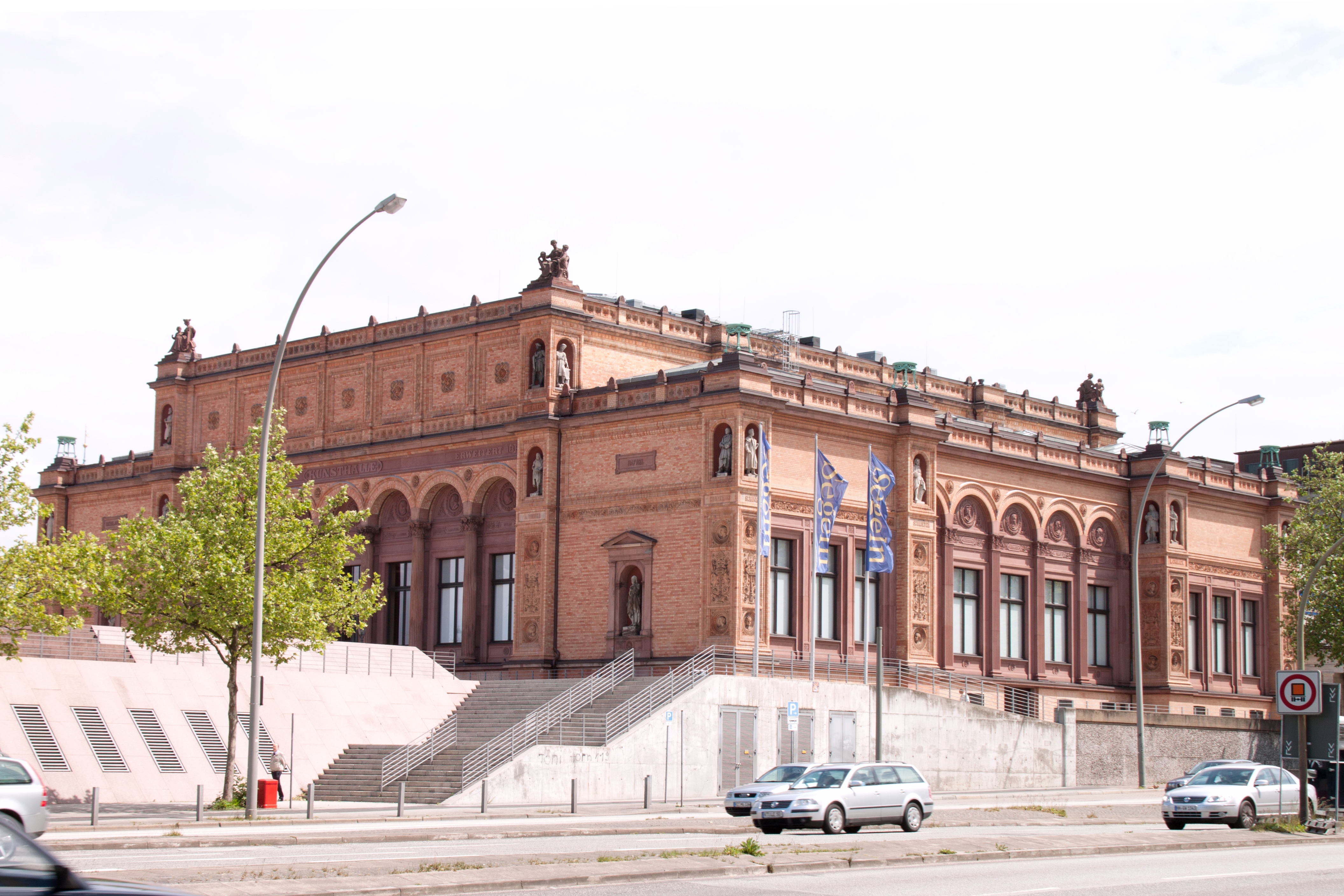
Kunstahalle em Hamburgo

O museu de arte também apresenta pinturas de artistas holandeses e flamengos dos séculos XVI e XVII, pinturas francesas e alemãs do século XIX e arte moderna.
O museu abriga uma importante coleção de pinturas do século XIX, com obras de Max Liebermann, Lovis Corinth, Philipp Otto Runge, Caspar David Friedrich Menzel e Adolf Menzel. A Gallerie der Gegenwart é dedicada às artes modernas do início do século XX, por exemplo, Pablo Picasso, Paul Klee e Max Beckmann, e à arte após 1945.

## Galeria

### Pintores Clássicos
A Galeria de Pintores Clássicos apresenta obras de Bartel Beham, Bernardo Bellotto, Lucas Cranach, o Jovem, Mestre Francke, Francisco José de Goya y Lucientes, Johann Georg Hinz, Jan Massys, Giambattista Pittoni, Rembrandt Harmensz van Rijn, Peter Paul Rubens, Jacob Isaacksz van Ruisdael e Giovanni Battista Tiepolo, entre outros.

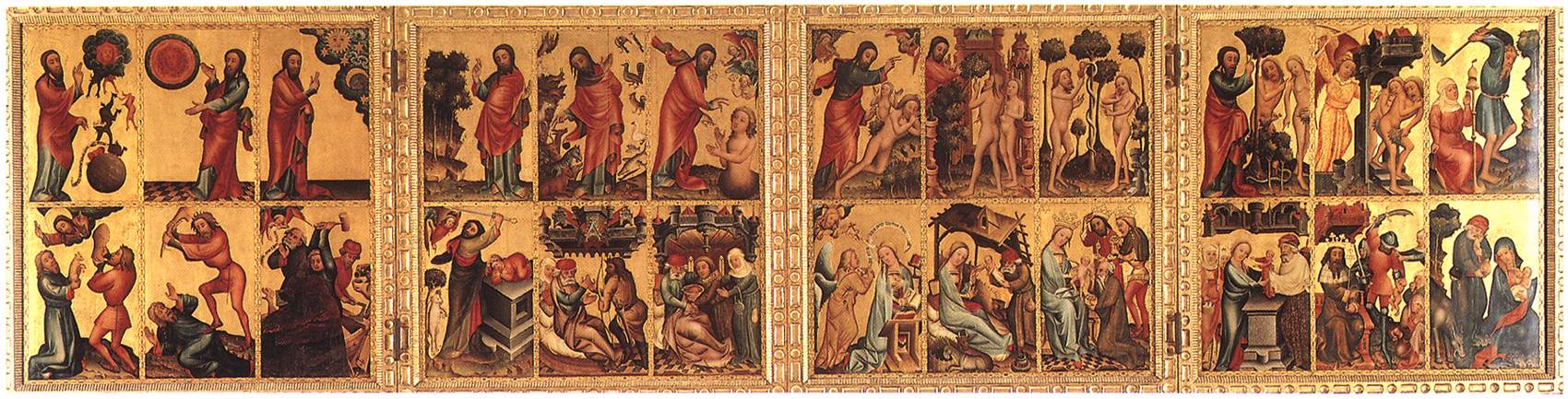
Mestre Bertram: Altar de Grabow (1383)

### Arte do Século XIX
A Galeria de obras do século XIX apresenta quadros de Carl Blechen, Arnold Böcklin, Gustave Courbet, Edgar Degas, Anselm Feuerbach, Caspar David Friedrich, Jean-Léon Gérôme, Wilhelm Leibl, Max Liebermann, Édouard Manet, Adolph Menzel, Claude Monet, Auguste Rodin and Philipp Otto Runge, entre outros.

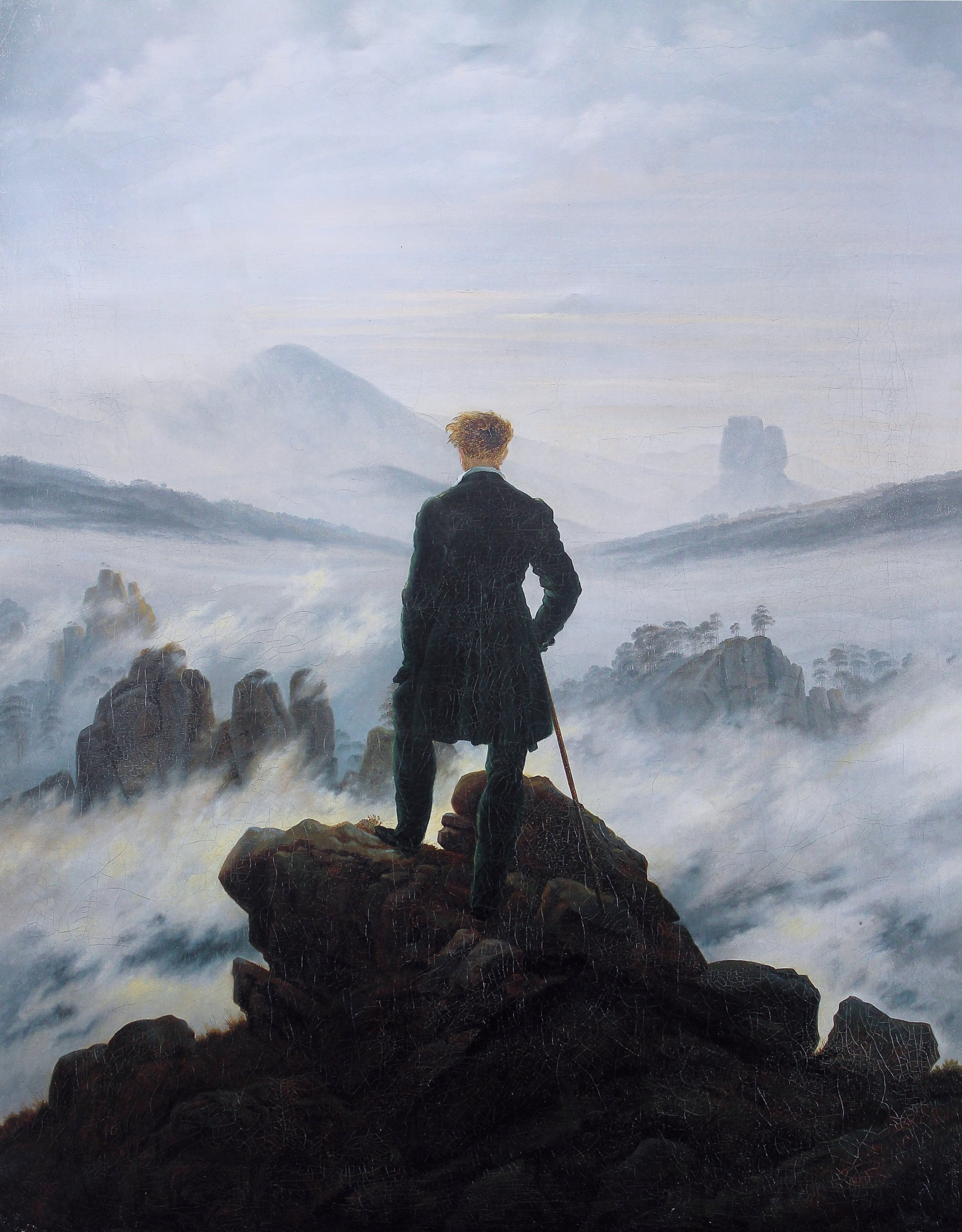
C. D. Friedrich: Wanderer above the Sea of Fog (1818)
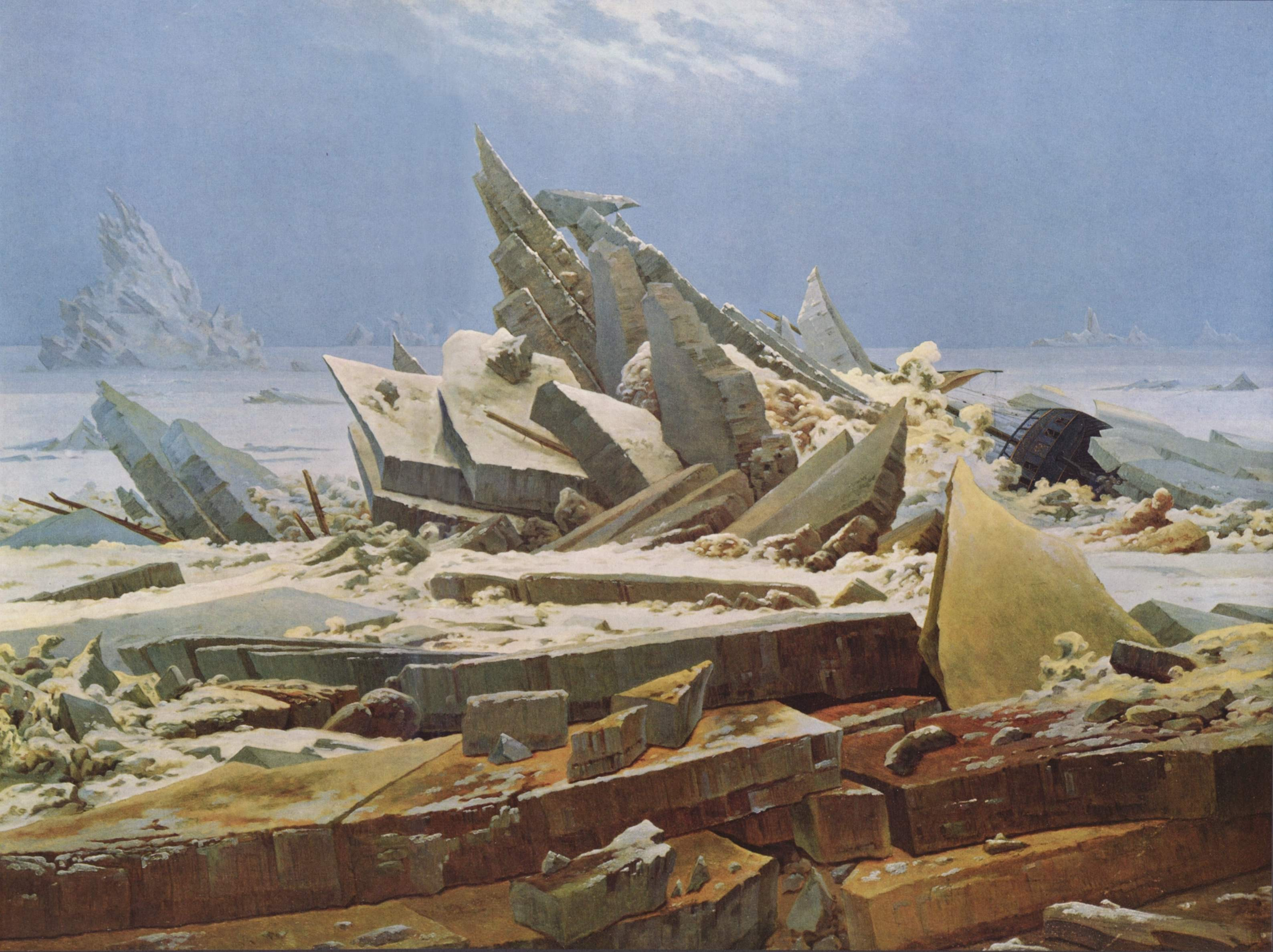
C. D. Friedrich: The Sea of Ice (1824)
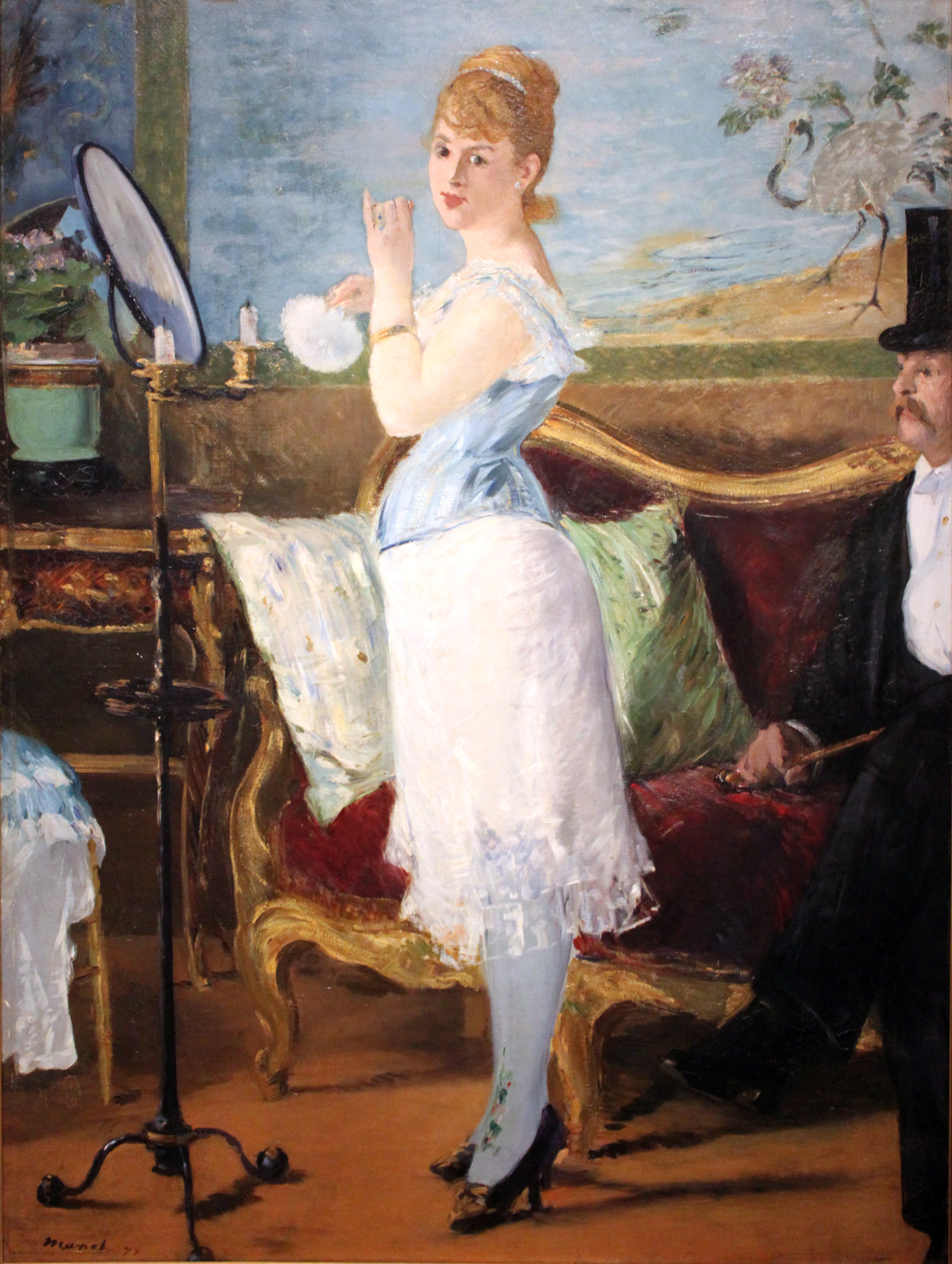
Édouard Manet: Nana (1877)
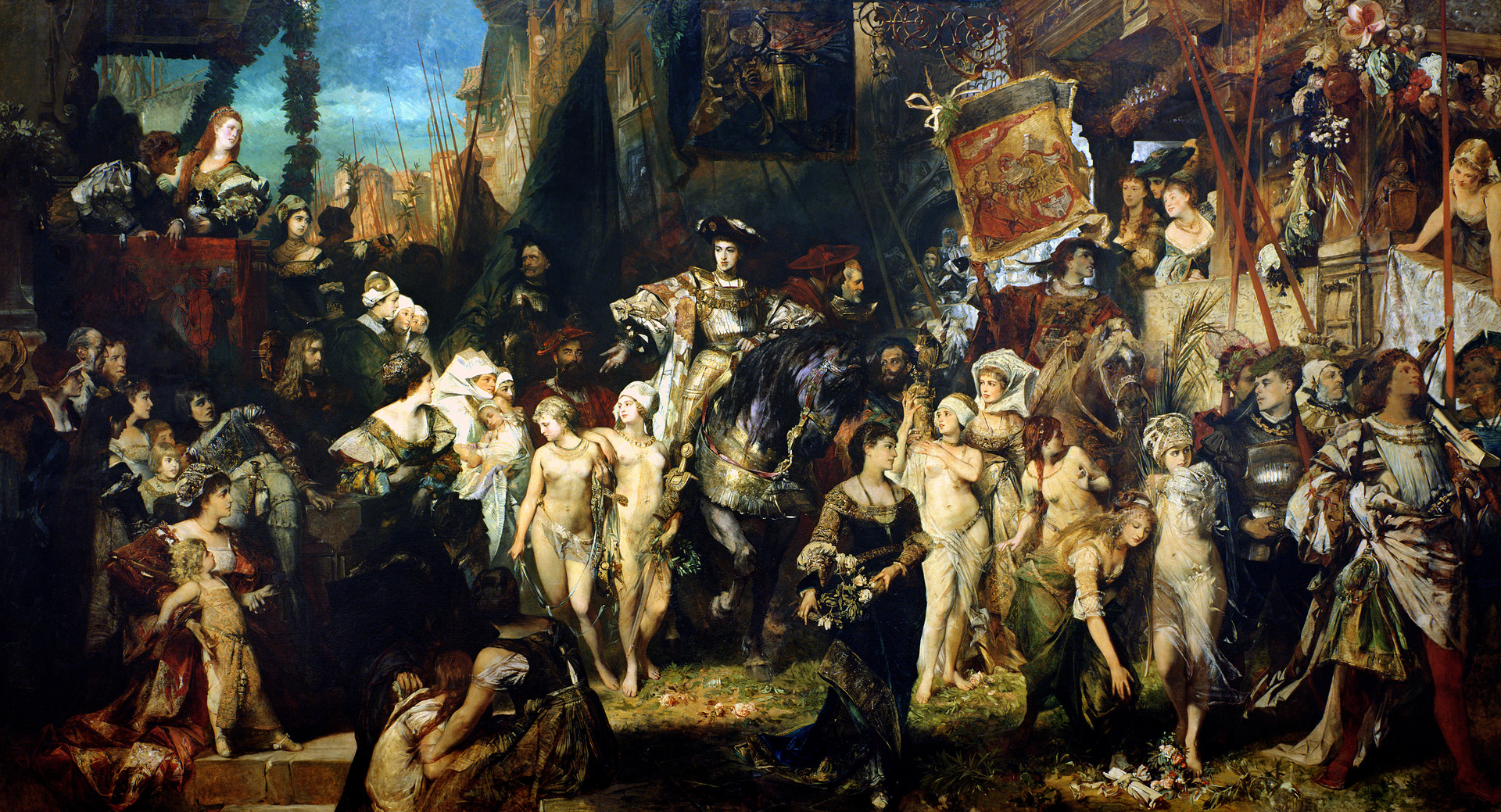
Hans Makart: The Entry of Charles V into Antwerp [ja] (1878)
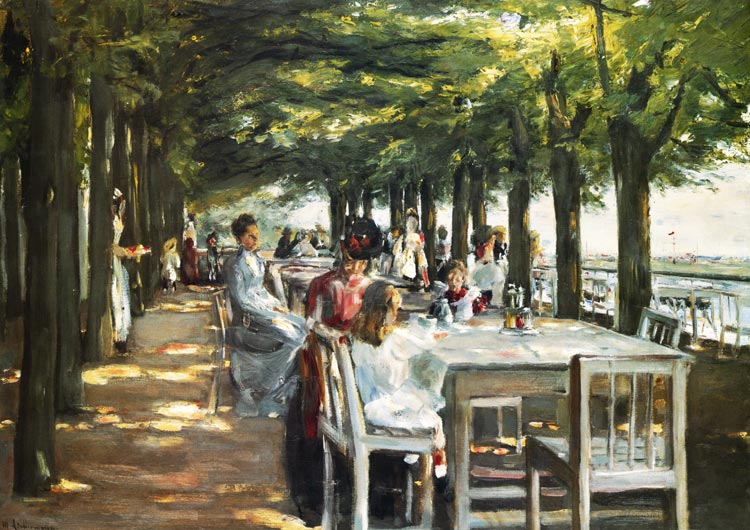
Max Liebermann: Jacob Restaurant (1902)
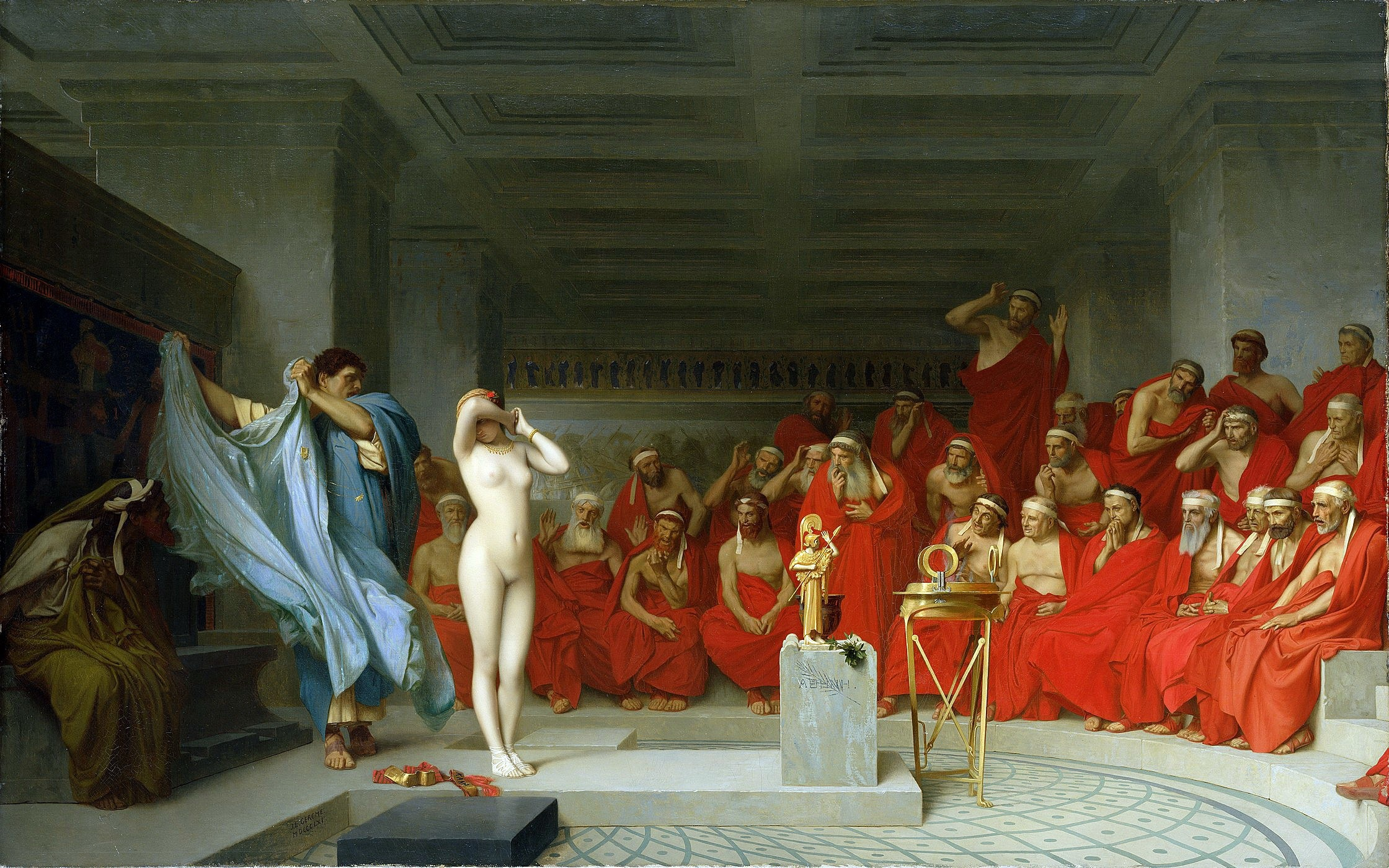
Jean-Léon Gérôme: Phryne before the Areopagus (1861)
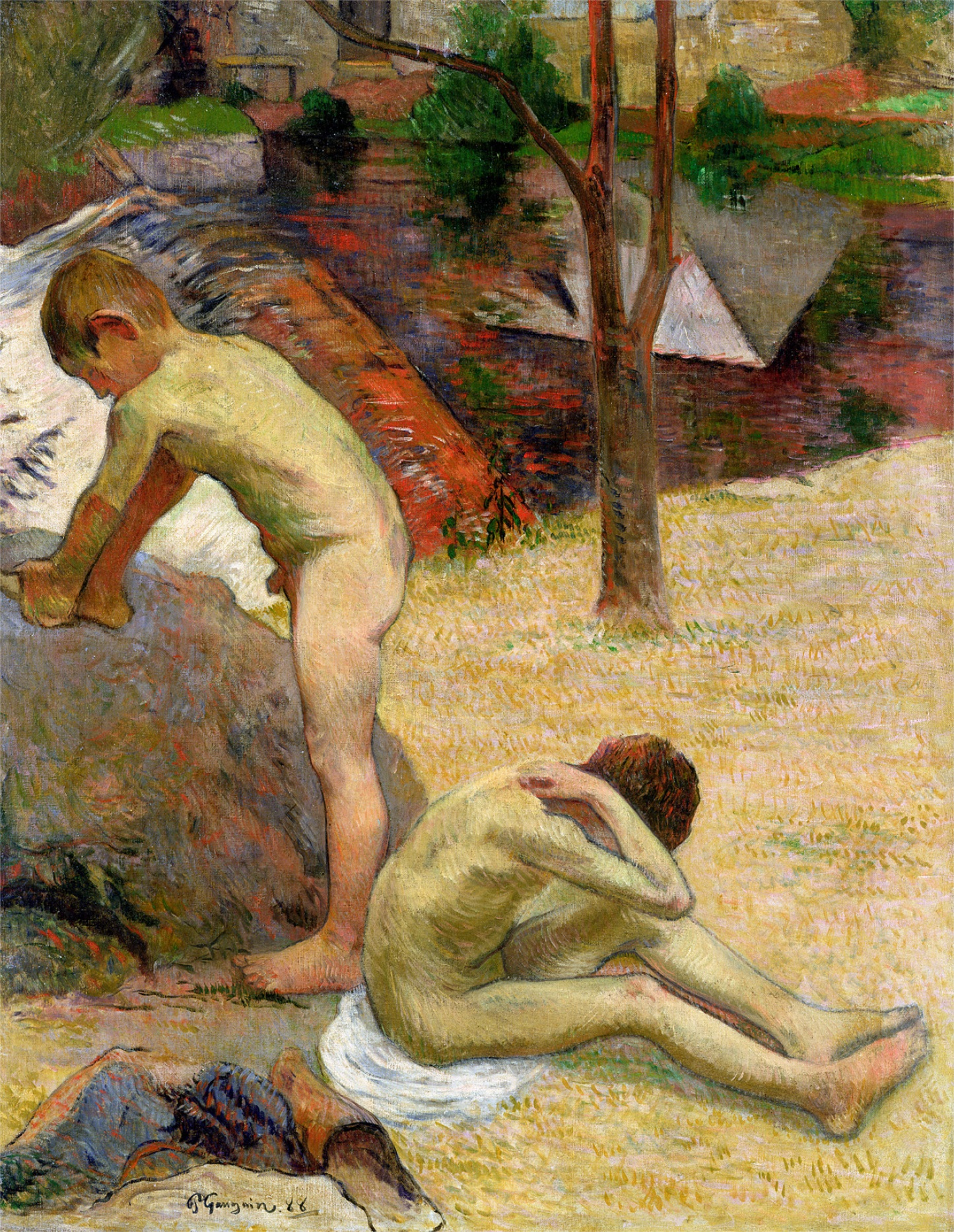
Paul Gauguin: Breton Boys Bathing (1888)

### Arte Moderna
Obras de  Francis Bacon, Max Beckmann, Lovis Corinth, James Ensor, Max Ernst, Ernst Ludwig Kirchner, Paul Klee, Oskar Kokoschka, Paula Modersohn-Becker, Edvard Munch, Emil Nolde and Pablo Picasso entre outros.

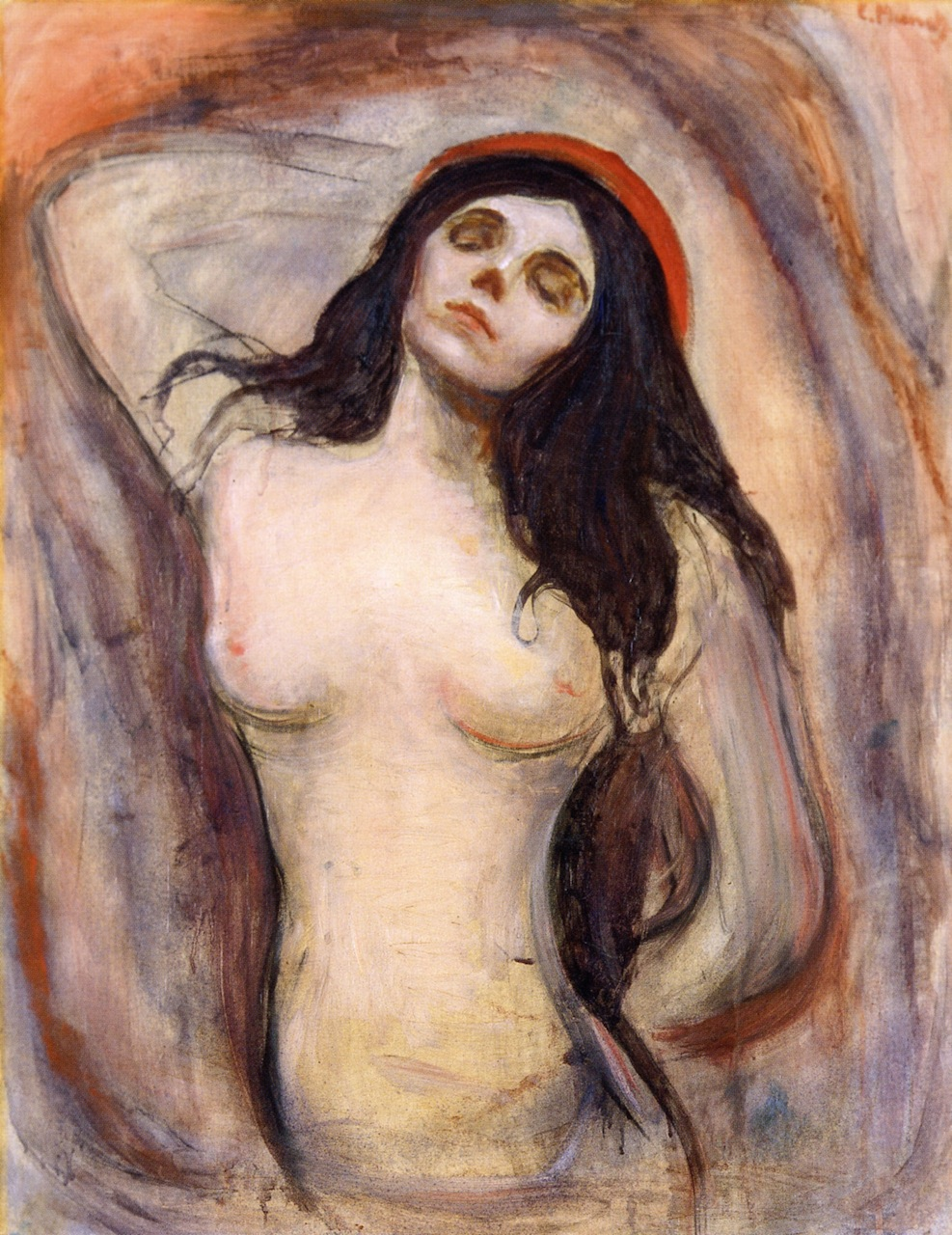
Edvard Munch: Madonna (1895)
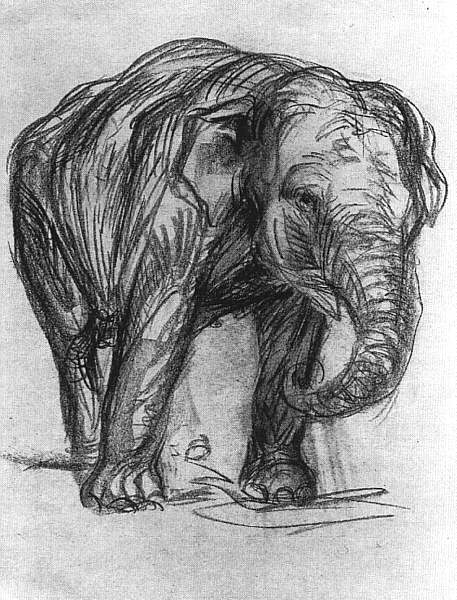
Franz Marc: Elephant (1907)
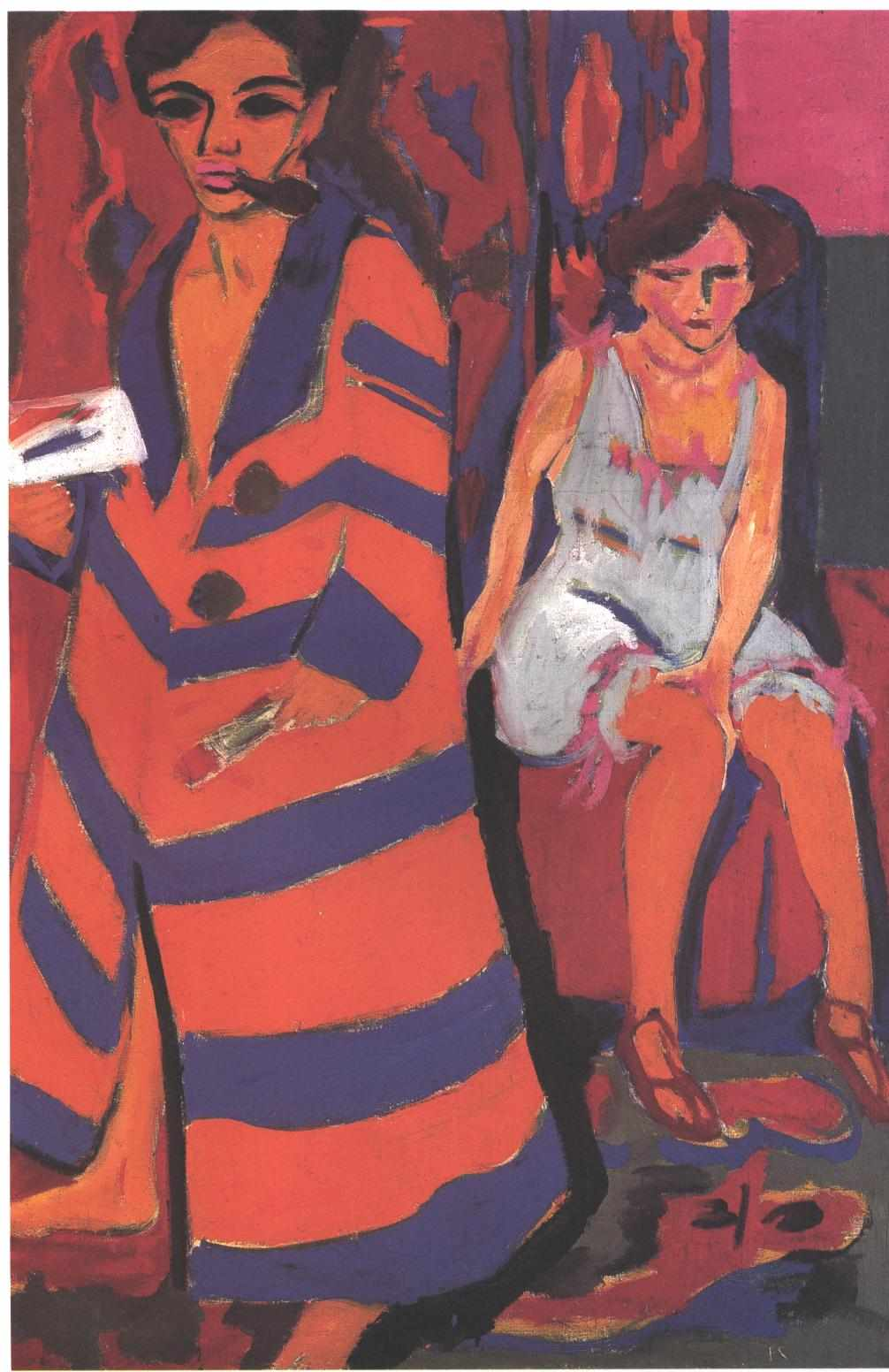
Ernst Ludwig Kirchner: Self-portrait with model (1910)
Paul Klee: Revolution of the Viaduct (1937)

### Arte Contemporânea
Obras deJoseph Beuys, Tracey Emin, David Hockney, Rebecca Horn, Ilya Kabakov, On Kawara, Yves Klein, Kitty Kraus, Robert Morris, Hermann Nitsch, George Segal, Richard Serra, Franz Erhard Walther, and Andy Warhol entre outros.